# Paula-Irmeli Halonen
Paula-Irmeli Halonen (Varkaus, 22 augustus 1945) is een schaatsster uit Finland. Ze vertegenwoordigde haar vaderland op de Olympische Winterspelen 1976 in Innsbruck.

## Resultaten

### Olympische Spelen
| Jaar | Plaats    | Resultaten                                 |
| ---- | --------- | ------------------------------------------ |
| 1976 | Innsbruck | 8e 500 meter 13e 1000 meter 22e 3000 meter |

### Wereldkampioenschappen
| Jaar                      | Plaats              | Resultaten              |
| ------------------------- | ------------------- | ----------------------- |
| 1975 Allround 1975 Sprint | Assen Göteborg      | 6e Allround 16e Sprint  |
| 1976 Allround 1976 Sprint | Gjøvik West-Berlijn | 5e Allround 4e Sprint   |
| 1977 Allround 1977 Sprint | Keystone Alkmaar    | 12e Allround 22e Sprint |
| 1978 Allround             | Helsinki            | 27e Allround            |

### Finse kampioenschappen
| Jaar | Allround | Sprint |
| ---- | -------- | ------ |
| 1962 | 6e       | -      |
| 1963 | 5e       | -      |
| 1964 | 7e       | -      |
| 1965 | 13e      | -      |
| 1966 | 5e       | -      |
| 1967 | 4e       | -      |
| 1968 | 4e       | -      |
| 1969 | Zilver   | -      |
| 1970 | 4e       | -      |
| 1971 | 5e       | Zilver |
| 1972 | 5e       | Brons  |
| 1973 | DNF      | Brons  |
| 1974 | Goud     | Zilver |
| 1975 | Goud     | 4e     |
| 1976 | DNF      | Goud   |
| 1977 | Goud     | -      |
| 1978 | Zilver   | Goud   |

## Persoonlijke records
| Afstand    | Tijd    | Datum            | Baan      |
| ---------- | ------- | ---------------- | --------- |
| 500 meter  | 42,2    | 12 februari 1977 | Keystone  |
| 1000 meter | 1.27,29 | 13 maart 1976    | Inzell    |
| 1500 meter | 2.16,58 | 12 februari 1977 | Keystone  |
| 3000 meter | 5.03,08 | 4 februari 1976  | Innsbruck |